# Aeródromo Panguilemo
El Aeródromo Panguilemo (OACI: SCTL), es un terminal aéreo ubicado junto a la localidad de Panguilemo en la comuna de Talca, Región del Maule, Chile. Este aeródromo es de carácter público.